# ريتشارد دالتون (راكب الكنو)
ريتشارد دالتون هو راكب الكنو كندي، ولد في 27 أغسطس 1979 في كورك في جمهورية أيرلندا.

## وصلات خارجية
- ريتشارد دالتون على موقع أوليمبيديا (الإنجليزية)
- ريتشارد دالتون على موقع اللجنة الأولمبية الكندية (الإنجليزية)